# الكسندر ويلسون دريك
الكسندر ويلسون دريك (بالإنجليزية: Alexander Wilson Drake)‏ هو كاتب أمريكي، ولد في 1843 في وستفيلد في الولايات المتحدة، وتوفي في 4 فبراير 1916 في مانهاتن في الولايات المتحدة.